# Радмило Стојановић
Радмило Стојановић (Београд, 1910 — 2002) био је професор Института за стране језике у Београду и врстан познавалац санскрита. Од осталих језика посебно добро је владао је старогрчким, латинским, немачким и француским језиком, који је све до пензије предавао на Институту. 

## Биографија
Радмило Стојановић се родио у Београду у породици у којој је одмалена био у контакту са науком. Његов отац Коста Стојановић био је познати универзитетски професор математике, ујаци наставници српског, од којих је најстарији, Милан Димитријевић, био и доктор класичне филологије. Започео је студије математике код професора Мике Аласа и Милутина Миланковића, а упоредо је студирао и проучавао језике, особито санскрит.
Радио је као професор на Институту за стране језике у Београду од 1960. до 1984. Наставу санскрита на Институту је започео 1967. и наставио је да га да предаје и после пензионисања, скоро до самог краја живота, крепко и јасно, иако дубоко у својој деветој деценији.

## Објављена дела
- „Санскрит 1: Периферна морфологија”, Институт за стране језике, Београд (1977)
- „Човек и стварност са гледишта древног истока”, Београд (1993)
- „Увод у санскрит”, Прометеј, Нови Сад (1997)
- „Санскритска читанка: са граматиком”, Београд (2000)